# Whitbread Round the World Race 1973–74
La primera edición de la vuelta al mundo a vela fue en 1973-74 con el nombre de Whitbread Round the World Race.  Empezó desde Portsmouth, Inglaterra el 8 de septiembre de 1973, con la participación de diecisiete barcos de diferentes medidas y aparejos de velas. Durante la regata tres navegantes murieron al caerse por la borda: Paul Waterhouse, Dominique Guillet y Bernie Hosking, nunca se encontró el cuerpo de los dos primeros.
La tripulación del barco mexicano Sayula II, modelo Sawn 65  patroneado por el dueño, el capitán mexicano Ramón Carlin, ganaron la carrera global con un tiempo de 133 días y 13 horas. En 2016, esta aventura fue llevada al cine con la película documental "The Weekend Sailor".

## Etapas
| Etapa | Salida                     | Llegada                    | Ganador de la etapa | Patrón         |
| ----- | -------------------------- | -------------------------- | ------------------- | -------------- |
| 1     | Portsmouth, Reino Unido    | Ciudad del Cabo, Sudáfrica | Aventure            | Patrick Bryans |
| 2     | Ciudad del Cabo, Sudáfrica | Sídney, Australia          | Sayula II           | Ramón Carlín   |
| 3     | Sídney, Australia          | Río de Janeiro, Brasil     | Great Britain II    | Chay Blyth     |
| 4     | Río de Janeiro, Brasil     | Portsmouth, Reino Unido    | Sayula II           | Ramón Carlin   |

## Resultados
| Posición | Barco            | Patrón                                                         | País                          | Tiempo trascurrido |
| -------- | ---------------- | -------------------------------------------------------------- | ----------------------------- | ------------------ |
| 1        | Sayula II        | Ramón Carlin                                                   | México                        | 133 días 13h       |
| 2        | Adventure        | Patrick Bryans, Malcolm Skene, George Vallings & Roy Mullender | Reino Unido                   | 135 días 8h        |
| 3        | Grand Louis      | André Viant                                                    | Francia                       | 138 días 15h       |
| 4        | Kriter           | Jack Grout, Michael Malinovsky & Alain Gliksman                | Francia                       | 141 días 2h        |
| 5        | Guia             | Giorgio Falck                                                  | Italia                        | 142 días 19h       |
| 6        | Great Britain II | Chay Blyth                                                     | Reino Unido                   | 144 días 11h       |
| 7        | Second Life      | Roddy Ainslie                                                  | Reino Unido                   | 150 días 8h        |
| 8        | Cserb            | Doi Malingri                                                   | Italia                        | 155 días 7h        |
| 9        | British Soldier  | James Myatt                                                    | Reino Unido                   | 156 días 21h       |
| 10       | Tauranga         | Erik Pascoli                                                   | Italia                        | 156 días 22h       |
| 11       | Copernicus       | Zygfryd Perlicki                                               | Polonia                       | 166 días 19h       |
| 12       | 33 Export        | Jean-Pierre Millet & Dominque Guillet                          | Francia                       | 175 días 22h       |
| 13       | Otago            | Zdzislaw Pienkawa                                              | Polonia                       | 178 días 9h        |
| 14       | Peter von Danzig | Reinhard Laucht                                                | República Federal de Alemania | 179 días 15h       |
| –        | Pen Duick VI     | Eric Tabarly                                                   | Francia                       | DNF                |
| –        | Burton Cutter    | Leslie Williams & Alan Smith                                   | Reino Unido                   | DNF                |
| –        | Jakaranda        | John Goodwin                                                   | Sudáfrica                     | DNF                |
| –        | Concorde         | Pierre Chassin                                                 | Francia                       | DNF                |
| –        | Pen Duick III    | M. Cuiklinski                                                  | Francia                       | DNF                |